# Marta Minujín

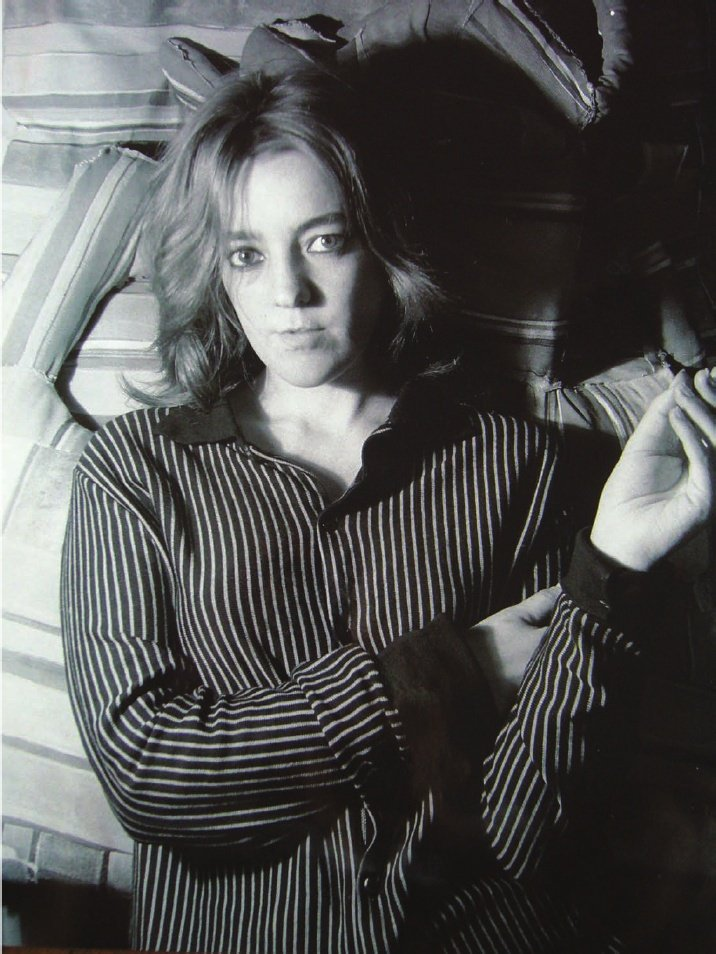
Marta Minujín 1960

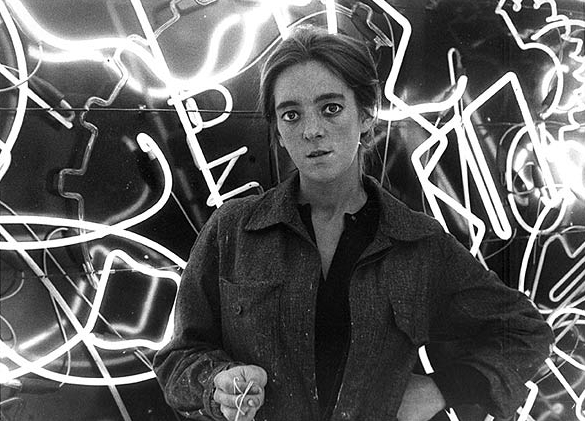
Marta Minujín auf der Ausstellung „La Menesunda“, 1965

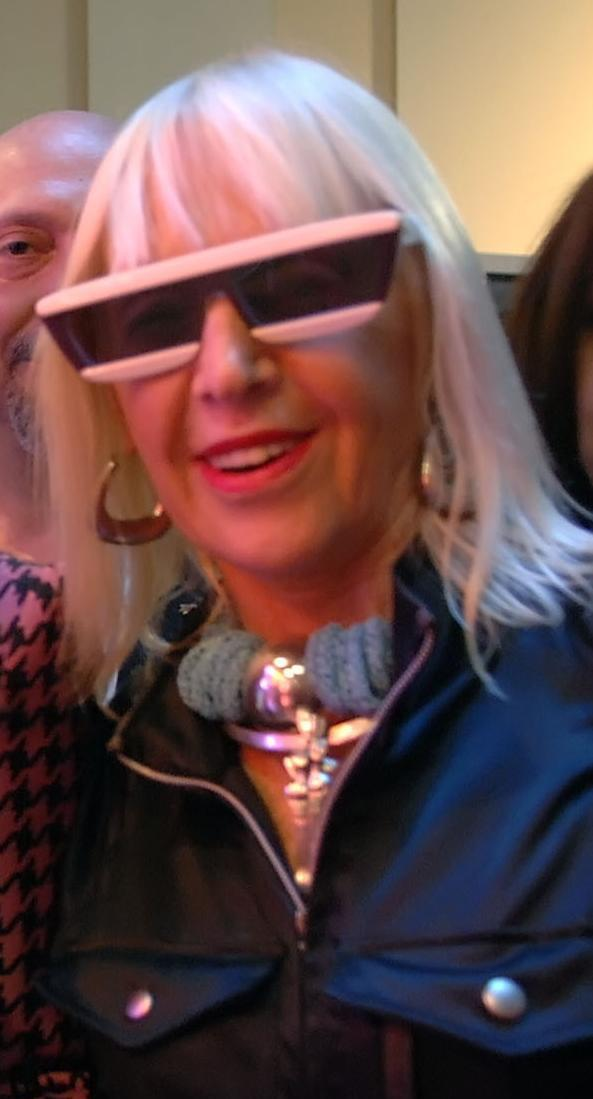
Marta Minujín, 2008

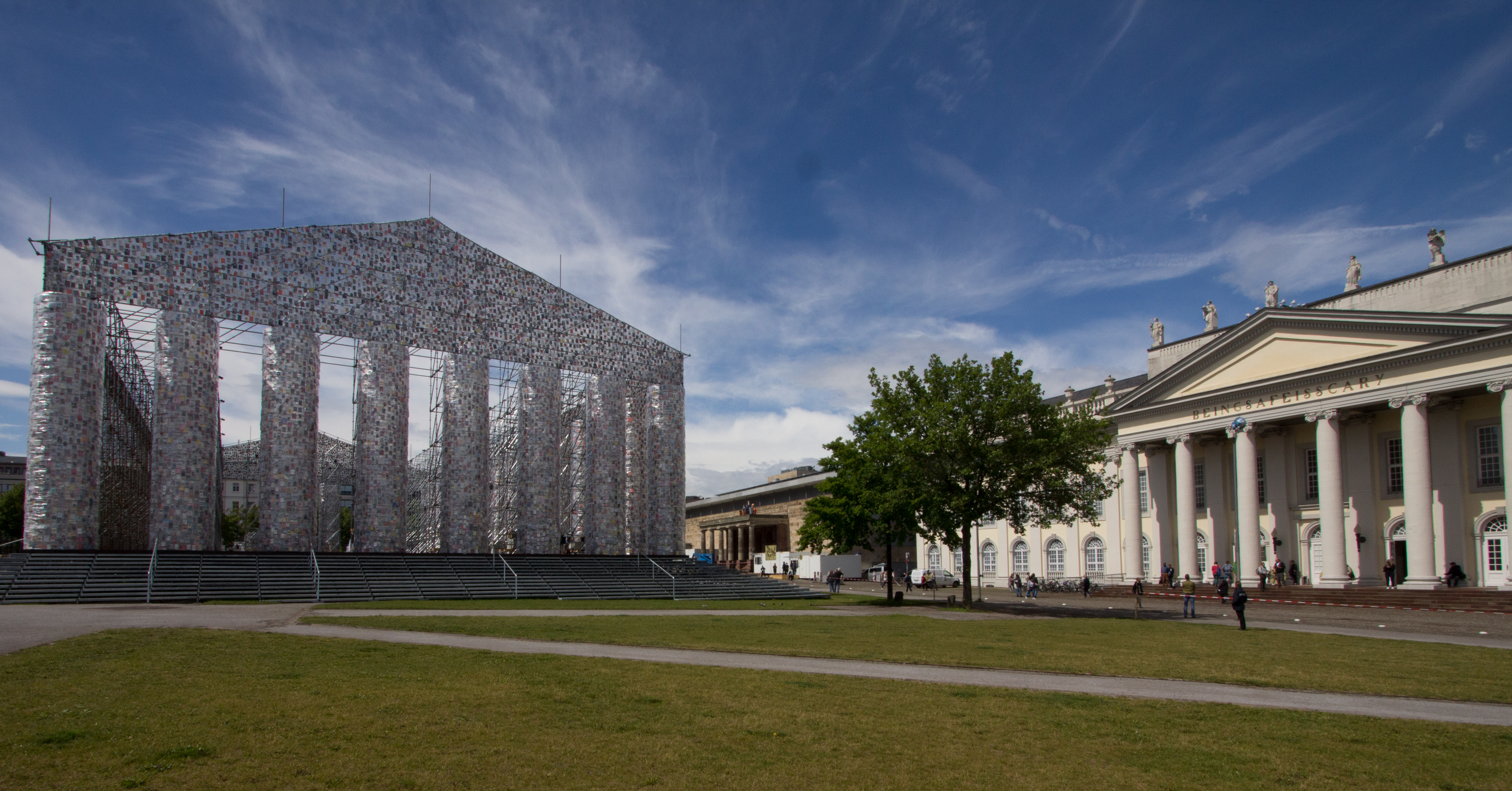
Das Parthenon der Bücher neben dem Fridericianum

Marta Minujín (* 30. Januar 1943 in Buenos Aires) ist eine argentinische Konzeptkünstlerin. Sie arbeitet vorwiegend in den Bereichen weiche Skulptur, Happening, Performance und Video.

## Leben und Werk
Minujín studierte von 1953 bis 1959 Kunst an der Escuela de Bellas Artes Manuel Belgrano und von 1960 bis 1961 Kunstpädagogik an der Escuela Superior de Bellas Artes. 1961 gehörte sie zu den argentinischen Teilnehmern der Biennale von Paris. Von 1962 bis 1963 machte ein Stipendium Minujín einen längeren Aufenthalt in Paris möglich. 1966 erhielt sie ein Guggenheim-Stipendium und zog nach New York City, wo sie in die Psychedelische Kunst und die Hippiekultur eintauchte.
Simultaneidad en simultaneidad: Ein großes, partizipatives Werk, das verschiedene Medien und Interaktivität umfasste, realisierte Minujín 1966 am Torcuato di Tella Institute in Buenos Aires. Sie installierte Kameras, Reflektoren, Mikrophone, Fernseher, Radios usw. für elektronische Ereignisse. Das in Zusammenarbeit mit Allan Kaprow in New York und Wolf Vostell in Berlin entworfene Konzept bestand darin, ein Netzwerk von zeitgleichen Aktivitäten und Assoziationen zu schaffen. Jeder der drei Künstler schlug ein Happening am selben Tag und zur selben Zeit im jeweiligen Land vor. An der Veranstaltung nahmen 60 Medienpersönlichkeiten teil.
1976, in der Zeit der Argentinischen Militärdiktatur, kehrte sie zurück in ihr Heimatland.
The Parthenon of Books (1983) realisierte Minujín am 19. Dezember, (eine Woche nach den Präsidentschaftswahlen 1983) in der Avenida 9 de Julio in Buenos Aires. Das Werk bestand aus einer Konstruktion in Form eines Tempels, die fünfzehn Meter breit, dreißig Meter lang und zwölf Meter hoch war. Mehr als 20.000 Bücher bedeckten die Säulen, Friese und Giebel. Minujín wählte Bücher, die während der Zeit des argentinischen Militärregimes (1976–1983) verboten waren.
Zur documenta 14 (2017) entstand in Zusammenarbeit mit der Universität Kassel, der Frankfurter Buchmesse und vielen anderen das Parthenon der Bücher, das als Zeichen gegen das Verbot von Texten gedacht war. Es hat die Originalgröße des antiken griechischen Tempels auf der Akropolis in Athen, der ästhetisch und politisch das Ideal der ersten Demokratie repräsentiert. „Bis zu 100.000 einst oder gegenwärtig verbotene Bücher aus der ganzen Welt werden für die Realisierung des Werks auf dem Kasseler Friedrichsplatz benötigt, dort, wo am 19. Mai 1933 im Zuge der sogenannten ‚Aktion wider den undeutschen Geist‘ rund 2.000 Bücher von den Nazis verbrannt wurden. 1941 fing das Fridericianum – das damals noch als eine Bibliothek genutzt wurde – während eines Bombenangriffs der Alliierten Feuer und ein Buchbestand von rund 350.000 Bänden ging verloren.“

## Ausstellungen (Auswahl)
- 1983: 17. Biennale von São Paulo, São Paulo
- 1986: 42. Biennale di Venezia, Venedig
- 1986: 6. Biennale of Sydney: Origins, Originality + Beyond, Sydney
- 1999: 2. Bienal do Mercosul, Porto Alegre
- 2010: 29. Biennale von São Paulo, São Paulo
- 2011: 3. Bienal del Fin del Mundo, Buenos Aires
- 2013: 9. Bienal do Mercosul, Porto Alegre
- 2014: Under the Same Sun: Art from Latin America Today, Solomon R. Guggenheim Museum, New York City
- 2015: Transmissions: Art in Eastern Europe and Latin America, 1960–1980, Museum of Modern Art, New York City, NY
- 2016: 1957-1975, Centro Andaluz de Arte Contemporáneo (Sevilla), Sevilla
- 2017: The Partenon of Books, documenta 14, Kassel
- 2023: Signals: How Video Transformed the World, MoMA, New York[8][9]

## Galerie

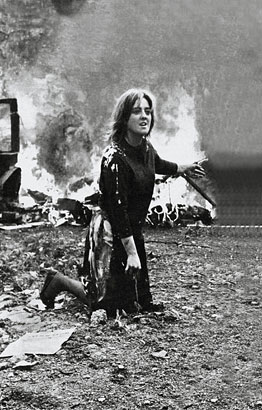
The Destruction (1963)
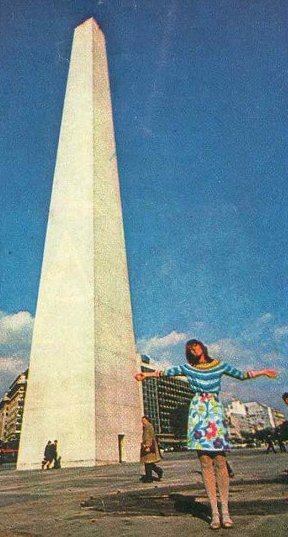
Sweet Obelisk (1965)
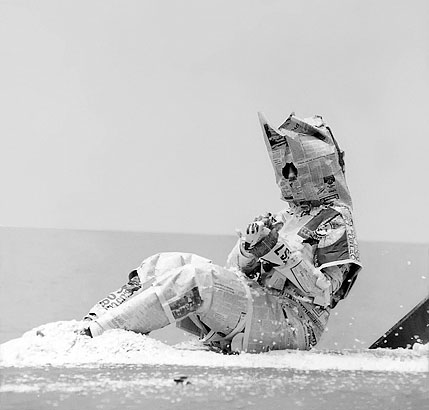
Reading the News (1965)
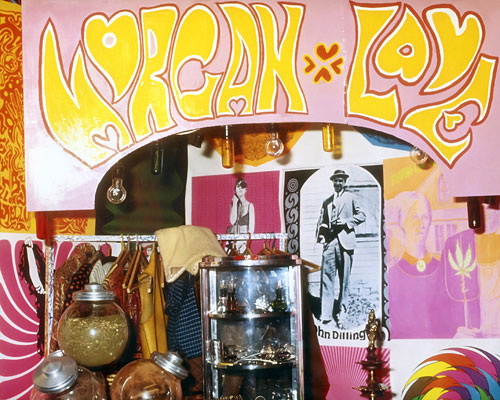
Importación/Exportación (1968).
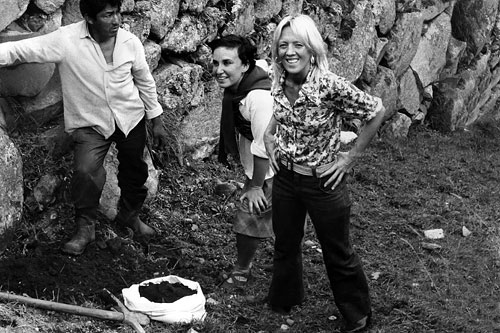
Comunicating with Earth
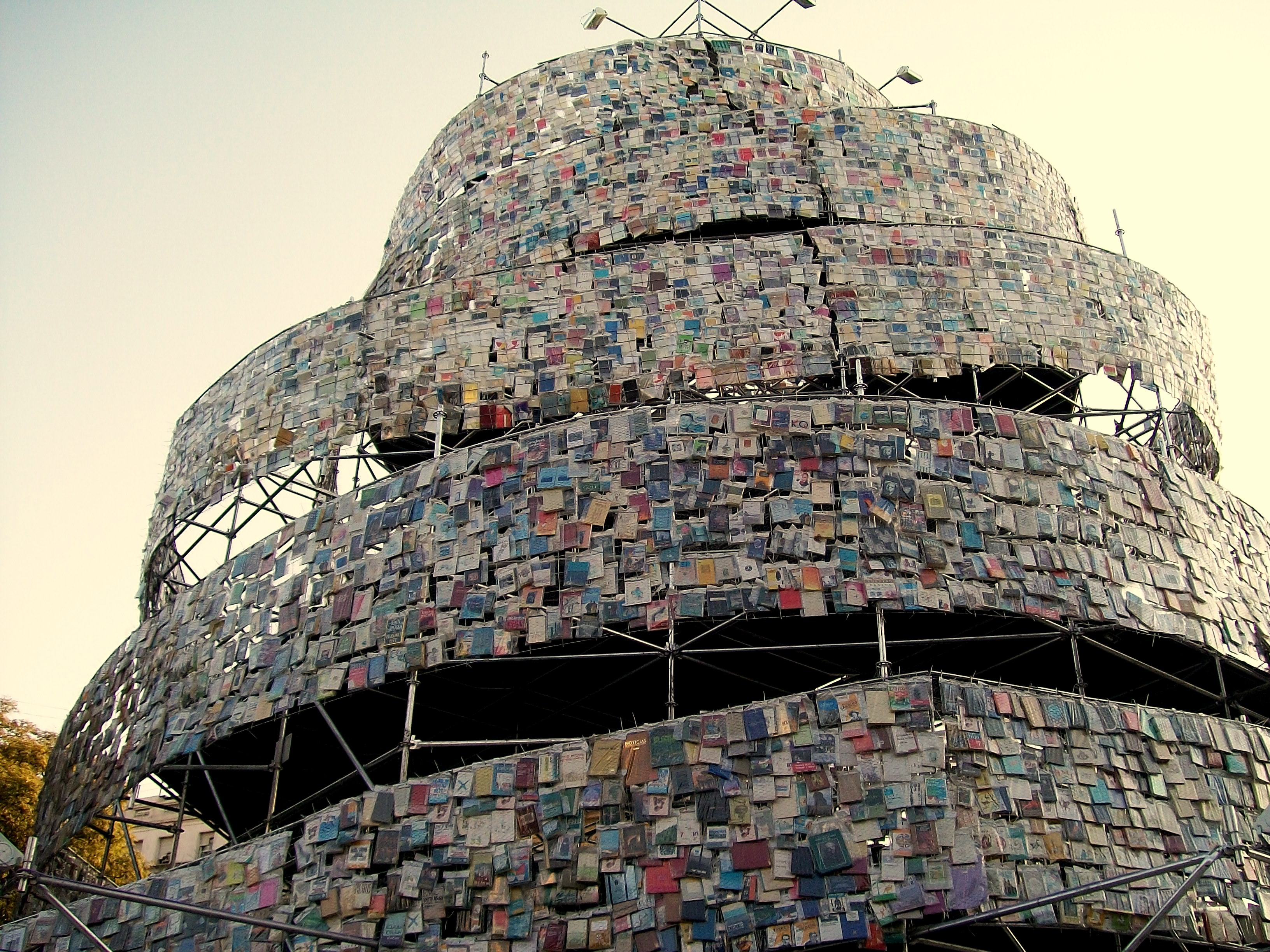
Babel Tower of books in Buenos Aires (2011)